# Juan Pablo Pérez Alfonso

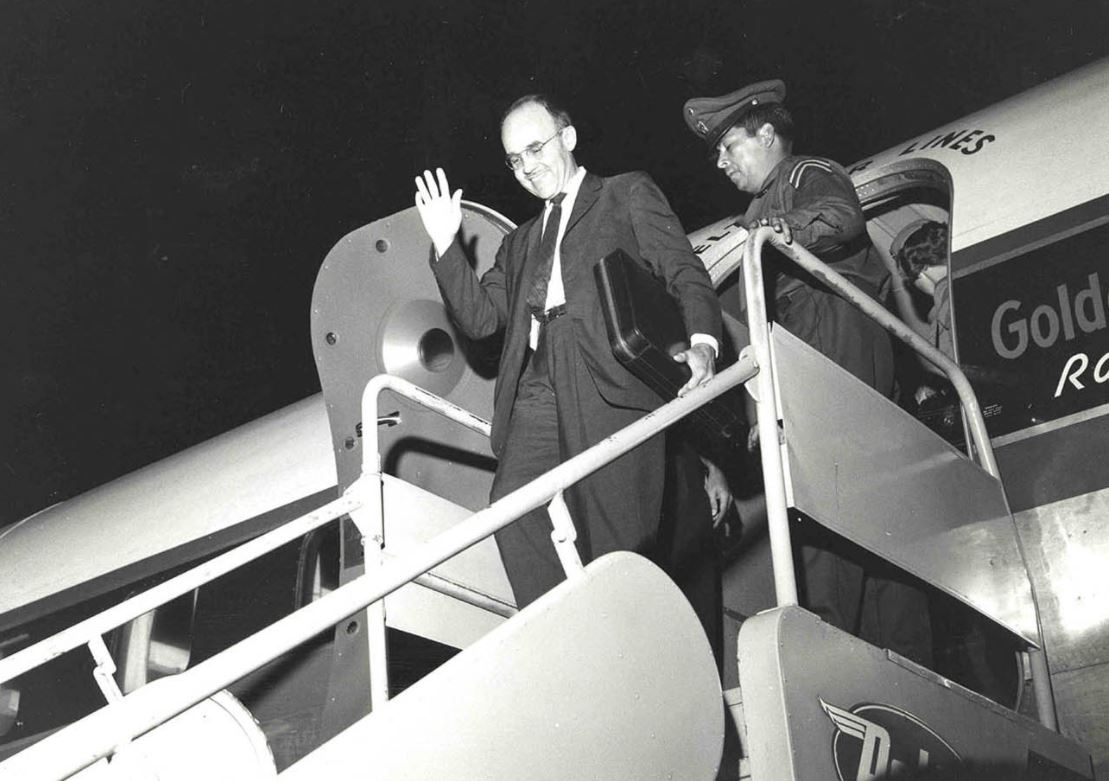
Juan Pablo Pérez Alfonso (1960)

Juan Pablo Pérez Alfonso (ur. 13 grudnia 1903, zm. 3 września 1979), wenezuelski polityk, prawnik i dyplomata, współzałożyciel w 1941 (wraz z Rómulo Betancourtem i Rómulo Gallegosem) partii Akcja Demokratyczna, minister górnictwa w dwóch rządach Betancourta (1945 i 1959-1964). W 1960 zainicjował powstanie Organizacji Państw Eksportujących Ropę Naftową (OPEC).